# Abe Rosenthal

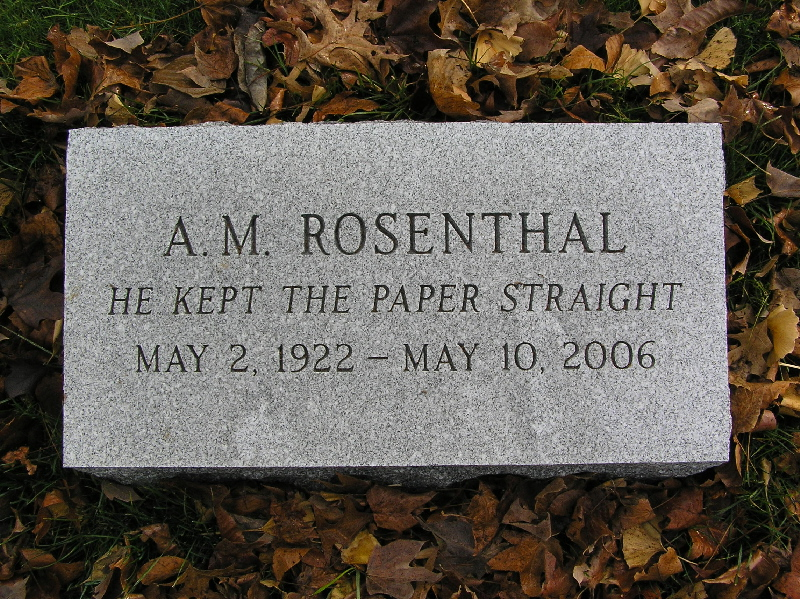
Gedenksteen

Abraham Michael (Abe) Rosenthal, ook wel aangeduid als A.M. Rosenthal (Sault Ste. Marie (Ontario), 2 mei 1922 - New York, 10 mei 2006) was een Amerikaanse journalist, (hoofd)redacteur en columnist van de Amerikaanse kwaliteitskrant The New York Times. Voor zijn werk is hij meermalen onderscheiden, onder andere met de befaamde Pulitzerprijs en de Light of Truth Award.
Rosenthal was een kind van Joodse immigranten uit Wit-Rusland in Canada. Toen hij nog jong was verhuisden zij naar de Verenigde Staten.
Hij begon zijn journalistieke loopbaan bij The New York Times in 1943 en zou tot 1999 aan deze krant verbonden blijven. Jarenlang was hij buitenlandcorrespondent, onder meer in India, Polen (door zijn journalistieke arbeid aldaar werd hij dat land uitgezet) en Japan. Van 1963 tot 1988 vervulde hij diverse soorten redacteurschappen. Alhoewel hij bekendstond als een lastige baas die nogal eens uit zijn slof kon schieten werd hij gewaardeerd voor zijn succesvolle vernieuwingen en zijn wijze van schrijven. Dankzij de inspanningen van hem en uitgever Arthur Sulzberger werd de toenmalige neergang van The New York Times omgebogen.
In 1971 maakte hij naam door een artikelenserie over de zogeheten Pentagon Papers; uit deze uitgelekte geheime stukken van het Amerikaanse ministerie van Defensie was gebleken dat de betrokkenheid van de Verenigde Staten bij de Vietnamoorlog anders was geweest dan de Amerikaanse regering had willen doen voorkomen. Deze kwestie veroorzaakte een rechtszaak over hoever de persvrijheid mocht gaan die in het voordeel van The New York Times werd beslecht.
In 1988 ging Rosenthal met pensioen, maar hij bleef als columnist tot 1999 aan The New York Times verbonden. Van 1999 tot 2004 was hij columnist bij de New York Daily News.
Abe Rosenthal stierf op 84-jarige leeftijd aan een beroerte.

## Prijzen
- Pulitzerprijs (1960) voor zijn internationale reportages
- Light of Truth Award (1994)
- Guardian of Zion Award (1999)
- Presidential Medal of Freedom (2002)

- Bibsys: 90971818
- Bibliothèque nationale de France: cb121402767 (data)
- CiNii: DA03013596
- Gemeinsame Normdatei: 118866982
- International Standard Name Identifier: 0000 0001 1082 5063
- Library of Congress Control Number: n83231710
- Bibliotheek van het Japanse parlement: 00474042
- Nationale Bibliotheek van Israël: 987007304268105171
- Nederlandse Thesaurus van Auteursnamen: 069094144
- SNAC: w6n318w3
- Système universitaire de documentation: 139965769
- Virtual International Authority File: 110135596
- WorldCat: E39PBJv4kYwWX7j6GQ7PvR7bVC